# Francisco I. Madero, Cuyoaco
Francisco I. Madero är en ort i Mexiko.   Den ligger i kommunen Cuyoaco och delstaten Puebla, i den sydöstra delen av landet, 170 km öster om huvudstaden Mexico City. Francisco I. Madero ligger 2 601 meter över havet och antalet invånare är 596.
Terrängen runt Francisco I. Madero är kuperad åt nordost, men åt sydväst är den platt. Runt Francisco I. Madero är det ganska glesbefolkat, med 29 invånare per kvadratkilometer. Närmaste större samhälle är San Miguel Tenextatiloyan, 15,3 km nordväst om Francisco I. Madero. Omgivningarna runt Francisco I. Madero är en mosaik av jordbruksmark och naturlig växtlighet.